# Lucas Lopes
Lucas Lopes (Ouro Preto, 25 de junho de 1911 – Rio de Janeiro, 29 janeiro de 1994) foi um engenheiro e político brasileiro.

## Biografia
Engenheiro Civil e Economista Professor de Geografia Econômica da Universidade de Minas Gerais; exerceu os cargos de Secretário da Agricultura Indústria e Comércio da Viação e Obras Públicas em Minas Gerais.
Foi presidente do Banco Nacional do Desenvolvimento Econômico, foi Ministro da Viação e Obras Públicas por duas vezes (Interino - ago 1954 - jan 1955) e Coordenador do Programa de Estabilização Monetária no período de 1956 a 1959. Da sua administração no Ministério de Fazenda (ficou por um ano no ministério e saiu após sofrer um enfarte), destacou-se a substancial alteração na legislação do Imposto de Renda: foi concedida às pessoas jurídicas a faculdade de elevarem o seu capital mediante o aproveitamento de reservas ou correção monetária do ativo imobilizado ficando os sócios ou acionistas isentos do pagamento do imposto sobre o valor das ações ou bonificações. Quanto à pessoa física, introduziram-se novas diretrizes para a concessão de determinados abatimentos e deduções.
Portador Honoris Causa do Diploma de "Doctor of Laws" da New York University; Doutor Honoris Causa da Escola de Minas de Ouro Preto; Doutor Honoris Causapela Escola Superior de Guerra; Homem de Visão – 1959.
Viação e Obras Públicas: José Américo de Almeida (agos 1954), Interinos: Lucas Lopes (agos 1954 - jan 1955)
Seu filho Francisco Lopes foi presidente do Banco Central do Brasil no segundo governo de Fernando Henrique Cardoso.